# 415 Palatia
Palatia (asteroide 415) é um asteroide da cintura principal com um diâmetro de 76,34 quilómetros, a 1,9500935 UA. Possui uma excentricidade de 0,3013669 e um período orbital de 1 703,33 dias (4,67 anos).
Palatia tem uma velocidade orbital média de 17,82746562 km/s e uma inclinação de 8,17332º.
Esse asteroide foi descoberto em 7 de Fevereiro de 1896 por Max Wolf.